# Nippon Ichi Software
K.K. Nippon Ichi Software (jap. 株式会社日本一ソフトウェア, Kabushiki kaisha Nippon Ichi Sofutowea, engl. Nippon Ichi Software, Inc.) ist ein japanischer Entwickler und Publisher von Videospielen. Wörtlich übersetzt bedeutet der Unternehmensname „Japans Nummer 1“. Bekannt ist Nippon Ichi Software in Europa vor allem für die Disgaea-Reihe.
Im September 1991 wurde das Unternehmen Y.K. Prism (有限会社プリズム, Yūgen-gaisha Purizumu, seit März 2006 Y.K. RosenQueen Shōkai (有限会社ローゼンクイーン商会)) gegründet. Am 12. Juli 1993 wurde der Geschäftsbereich des Vertriebs als Y.K. Prism Kikaku (有限会社プリズム企画) ausgegliedert. Am 4. November 1994 wurde die Spieleentwicklung aus der Y.K. Prism in die Y.K. Prism Kikaku überführt und diese zu Y.K. Nippon Ichi Software umbenannt. Am 7. Juli 1995 wechselte sie die Unternehmensform von einer Yūgen-gaisha (Y.K.) zu einer Aktiengesellschaft (K.K.). Dezember 2003 wurde die US-Tochter NIS America, Inc. gegründet, die für den Vertrieb in Nordamerika zuständig ist. In Europa werden Spiele von Drittfirmen vertrieben, so zum Beispiel durch Koei oder Atlus.

## Videospiele

### In Europa veröffentlichte Spiele
| Titel                                                            | Plattform                                     | VÖ-Datum      |
| ---------------------------------------------------------------- | --------------------------------------------- | ------------- |
| Disgaea: Hour of Darkness                                        | PlayStation 2                                 | 28. Apr. 2004 |
| Phantom Brave                                                    | PlayStation 2                                 | 4. Feb. 2005  |
| Atelier Iris: Eternal Mana                                       | PlayStation 2                                 | 17. März 2006 |
| Atelier Iris 2: The Azoth of Destiny                             | PlayStation 2                                 | 29. Sep. 2006 |
| Disgaea 2: Cursed Memories                                       | PlayStation 2                                 | 3. Nov. 2006  |
| Atelier Iris 3: Grand Phantasm                                   | PlayStation 2                                 | 27. Juli 2007 |
| Soul Nomad & the World Eaters                                    | PlayStation 2                                 | 20. Juni 2008 |
| Disgaea 3: Absence of Justice                                    | PlayStation 3                                 | 20. Feb. 2009 |
| Rhapsody - A Musical Adventure                                   | Nintendo DS                                   | 26. März 2009 |
| Disgaea DS                                                       | Nintendo DS                                   | 3. Apr. 2009  |
| Ar Tonelico 2: Melody of Metafalica                              | PlayStation 2                                 | 29. Mai 2009  |
| Prinny: Can I really be the hero?                                | PlayStation Portable                          | 26. Juni 2009 |
| Cross Edge                                                       | PlayStation 3                                 | 25. Sep. 2009 |
| Holy Invasion of Privacy, Badman! What did I do to deserve this? | PlayStation Portable                          | 9. Okt. 2009  |
| Disgaea 2: Dark Hero Days                                        | PlayStation Portable                          | 5. Feb. 2010  |
| Last Rebellion                                                   | PlayStation 3                                 | 26. März 2010 |
| What did I do to deserve this, My Lord 2                         | PlayStation Portable                          | 7. Mai 2010   |
| Trinity Universe                                                 | PlayStation 3                                 | 25. Juni 2010 |
| Atelier Rorona: The Alchemist of Arland                          | PlayStation 3                                 | 20. Okt. 2010 |
| Hyperdimension Neptunia                                          | PlayStation 3                                 | 4. März 2011  |
| Ar Tonelico Qoga: Knell for Ar Ciel                              | PlayStation 3                                 | 25. März 2011 |
| Atelier Totori: The Adventure of Arland                          | PlayStation 3                                 | 26. Sep. 2011 |
| Disgaea 4: A Promise Unforgotten                                 | PlayStation 3                                 | 4. Nov. 2011  |
| Cave Story 3D                                                    | Nintendo 3DS                                  | 11. Nov. 2011 |
| Hyperdimension Neptunia MK2                                      | PlayStation 3                                 | 24. Feb. 2012 |
| Bleach: Soul Resurrection                                        | PlayStation 3                                 | 13. Apr. 2012 |
| Disgaea 3: Absence of Detention                                  | PlayStation Vita                              | 13. Apr. 2012 |
| Atelier Meruru: The Apprentice of Arland                         | PlayStation 3                                 | 25. Mai 2012  |
| Mugen Souls                                                      | PlayStation 3                                 | 28. Sep. 2012 |
| Trinity Universe                                                 | PlayStation 3                                 | 18. Jan. 2013 |
| Hyperdimension Neptunia Victory                                  | PlayStation 3                                 | 15. März 2013 |
| Time and Eternity                                                | PlayStation 3                                 | 28. Juni 2013 |
| Disgaea Dimension 2: A Brighter Darkness                         | PlayStation 3                                 | 27. Sep. 2013 |
| The Guided Fate Paradox                                          | PlayStation 3                                 | 25. Okt. 2013 |
| Ys: Memories of Celceta                                          | PlayStation Vita                              | 21. Feb. 2014 |
| Danganronpa: Trigger Happy Havoc                                 | PlayStation Vita                              | 14. Feb. 2014 |
| The Witch and the Hundred Knight                                 | PlayStation 3                                 | 21. März 2014 |
| htoL＃NiQ: The Firefly Diary                                     | PlayStation Vita, Windows                     | April 2014    |
| Mugen Souls Z                                                    | PlayStation 3                                 | 24. Apr. 2014 |
| Demon Gaze                                                       | PlayStation Vita                              | 25. Apr. 2014 |
| Hyperdimension Neptunia Producing Perfection                     | PlayStation Vita                              | 6. Juni 2014  |
| Danganronpa 2: Goodbye Despair                                   | PlayStation Vita                              | 5. Sep. 2014  |
| Fairy Fencer F                                                   | PlayStation 3                                 | 26. Sep. 2014 |
| Akiba’s Trip: Undead & Undressed                                 | PlayStation 3, PlayStation Vita               | 10. Okt. 2014 |
| Tears to Tiara 2: Heir of the Overlord                           | PlayStation 3                                 | 7. Nov. 2014  |
| Arcana Heart 3: Love Max                                         | PlayStation 3, PlayStation Vita               | 21. Nov. 2014 |
| Criminal Girls: Invite Only                                      | PlayStation Vita                              | 3. Feb. 2015  |
| Akibas Trip: Undead & Undressed                                  | PlayStation 4                                 | 6. Feb. 2015  |
| Under Night In-Birth                                             | PlayStation 3                                 | 27. Feb. 2015 |
| The Atelier Arland Trilogy                                       | PlayStation 3                                 | 6. März 2015  |
| Tokyo Twilight Ghost Hunters                                     | PlayStation 3, PlayStation Vita               | 13. März 2015 |
| The Awakened Fate Ultimatum                                      | PlayStation 3                                 | 20. März 2015 |
| Hyperdimension Neptunia Trilogy                                  | PlayStation 3                                 | 3. Apr. 2015  |
| Operation Abyss: New Tokyo Legacy                                | PlayStation Vita                              | 5. Juni 2015  |
| Disgaea Triple Play Collection                                   | PlayStation 3                                 | 10. Juli 2015 |
| Lost Dimension                                                   | PlayStation 3, PlayStation Vita               | 28. Aug. 2015 |
| Onechanbara Z2: Chaos                                            | PlayStation 4                                 | 28. Aug. 2015 |
| Danganronpa Another Episode: Ultra Despair Girls                 | PlayStation Vita                              | 4. Sep. 2015  |
| Disgaea 5: Alliance of Vengeance                                 | PlayStation 4                                 | 16. Okt. 2015 |
| Criminal Girls 2: Party Favors                                   | PlayStation Vita                              | 26. Nov. 2015 |
| The Legend of Heroes: Trails of Cold Steel                       | PlayStation 3, PlayStation Vita               | 29. Jan. 2016 |
| The Witch and the Hundred Knight (Revivial Edition)              | PlayStation 4                                 | 4. März 2016  |
| Republique                                                       | PlayStation 4                                 | 24. März 2016 |
| A Rose in the Twilight                                           | PlayStation Vita, Windows                     | April 2016    |
| Stranger of Sword City                                           | PlayStation Vita                              | 29. Apr. 2016 |
| Atelier Sophie: The Alchemist of the Mysterious Book             | PlayStation 4                                 | 10. Juni 2016 |
| Grand Kingdom                                                    | PlayStation 4, PlayStation Vita               | 17. Juni 2016 |
| Touhou Genso Rondo Bullet Ballet                                 | PlayStation 4                                 | 9. Sep. 2016  |
| Psycho-Pass: Mandatory Happiness                                 | PlayStation 4, PlayStation Vita               | 16. Sep. 2016 |
| Tokyo Twilight Ghost Hunters: Daylight Special Gig               | PlayStation 4                                 | 18. Okt. 2016 |
| Yomawari: Night Alone                                            | PlayStation Vita                              | 28. Okt. 2016 |
| The Legend of Heroes: Trails of Cold Steel 2                     | PlayStation 3, PlayStation Vita               | 11. Nov. 2016 |
| Disgaea 5 Complete                                               | Nintendo Switch                               | 26. Mai 2017  |
| Danganronpa 1•2 Reload                                           | PlayStation 4                                 | 17. März 2017 |
| Touhou Genso Warrior                                             | PlayStation 4                                 | 24. März 2017 |
| God Wars: Future Past                                            | PlayStation 4, PlayStation Vita               | 30. März 2017 |
| Birthdays the Beginning                                          | PlayStation 4                                 | 12. Mai 2017  |
| Operation Babel: New Tokyo Legacy                                | PlayStation Vita                              | 19. Mai 2017  |
| Cladun Returns: This is Sengoku                                  | PlayStation 4                                 | 9. Juni 2017  |
| Danganronpa Another Episode: Ultra Despair Girls                 | PlayStation 4                                 | 23. Juni 2017 |
| RPG Maker FES                                                    | Nintendo 3DS                                  | 23. Juni 2017 |
| Mary Skelter: Nightmares                                         | PlayStation Vita                              | 22. Sep. 2017 |
| Danganronpa V3: Killing Harmony                                  | PlayStation 4, PlayStation Vita               | 29. Sep. 2017 |
| Culdcept Revolt                                                  | Nintendo 3DS                                  | 6. Okt. 2017  |
| Touhou Kobuto V: Burst Battle                                    | PlayStation 4, Nintendo Switch                | 13. Okt. 2017 |
| Yomawari: Midnight Shadows                                       | PlayStation 4, PlayStation Vita               | 27. Okt. 2017 |
| Demon Gaze 2                                                     | PlayStation 4, PlayStation Vita               | 17. Nov. 2017 |
| The Witch and the Hundred Knight 2                               | PlayStation 4                                 | 29. März 2018 |
| Happy Birthdays                                                  | Nintendo Switch                               | 5. Juni 2018  |
| The Lost Child                                                   | PlayStation 4, PlayStation Vita (nur digital) | 22. Juni 2018 |
| God Wars: The Complete Legend                                    | Nintendo Switch                               | 31. Aug. 2018 |
| Labyrinth of Refrain: Coven of Dusk                              | PlayStation 4, Nintendo Switch                | 21. Sep. 2018 |
| Metal Max Xeno                                                   | PlayStation 4                                 | 28. Sep. 2018 |
| Disgaea 1 Complete                                               | PlayStation 4, Nintendo Switch                | 12. Okt. 2018 |
| Yomawari: The Long Night Collection                              | Nintendo Switch                               | 26. Okt. 2018 |
| SNK 40th Anniversary Collection                                  | Nintendo Switch                               | 16. Nov. 2018 |
| The Caligula Effect: Overdose                                    | PlayStation 4, Nintendo Switch                | 15. März 2019 |
| Danganronpa Trilogy                                              | PlayStation 4                                 | 29. März 2019 |
| The Princess Guide                                               | PlayStation 4, Nintendo Switch                | 29. März 2019 |
| Neo Atlas 1469                                                   | Nintendo Switch                               | 12. Apr. 2019 |
| Utawarerumono: ZAN                                               | PlayStation 4                                 | 13. Sep. 2019 |
| The Legend of Heroes: Trails of Cold Steel III                   | PlayStation 4                                 | 22. Okt. 2019 |
| Destiny Connect: Tick-Tock Travelers                             | PlayStation 4, Nintendo Switch                | 25. Okt. 2019 |
| The Alliance Alive HD Remastered                                 | PlayStation 4, Nintendo Switch                | 25. Okt. 2019 |
| Disgaea 4 Complete+: A Promise of Sardines                       | PlayStation 4, Nintendo Switch                | 29. Okt. 2019 |
| Psikyo Shooting Stars: Alpha/Bravo Limited Edition               | Nintendo Switch                               | 21. Feb. 2020 |
| Langrisser 1&2                                                   | PlayStation 4, Xbox One, Nintendo Switch      | 13. März 2020 |
| La-Mulana 1&2: Hidden Treasures Edition                          | PlayStation 4, Nintendo Switch                | 20. März 2020 |
| Disaster Report 4: Summer Memories                               | PlayStation 4, Nintendo Switch                | 7. Apr. 2020  |
| Utawarerumono: Prelude to the Fallen                             | PlayStation 4                                 | 29. Mai 2020  |
| The Legend of Heroes: Trails of Cold Steel III                   | Nintendo Switch                               | 30. Juni 2020 |
| void tRrLM(); //Void Terrarium                                   | PlayStation 4, Nintendo Switch                | 17. Juli 2020 |
| Giraffe and Annika                                               | PlayStation 4, Nintendo Switch                | 28. Aug. 2020 |
| Disgaea 6: Defiance of Destiny                                   | Nintendo Switch                               | 29. Juni 2021 |

### Kommende Veröffentlichungen
| Titel                                                        | Plattform                                | VÖ-Datum      |
| ------------------------------------------------------------ | ---------------------------------------- | ------------- |
| RPG Maker MV                                                 | PlayStation 4, Xbox One, Nintendo Switch | 11. Sep. 2020 |
| Prinny 1/2: Exploded and Reloaded                            | Nintendo Switch                          | 16. Okt. 2020 |
| Mad Rat Dead                                                 | PlayStation 4, Nintendo Switch           | 30. Okt. 2020 |
| Fallen Legion: Revenants                                     | PlayStation 4, Nintendo Switch           | 31. März 2021 |
| Saviors of Sapphire Wings / Stranger of Sword City Revisited | Nintendo Switch                          | 31. März 2021 |
| The Legend of Heroes: Trail of Cold Steel IV                 | PlayStation 4, Nintendo Switch           | 31. März 2021 |
| Ys IX: Monstrum Nox                                          | PlayStation 4                            | 31. März 2021 |
| Ys IX: Monstrum Nox                                          | Nintendo Switch                          | 29. Juni 2021 |

### Japan-exklusive Spiele (Auswahl)
| Titel | Plattform            | VÖ-Datum      |
| --- | -------------------- | ------------- |
| Jigsaw World (ジグソーワールド, Jigusō Wārudo)                                                                                               | PlayStation          | 13. Okt. 1995 |
| The Onitaiji!! (The 鬼退治!!) | PlayStation          | 13. Okt. 1995 |
| Jigsaw Island (ジグソーアイランド, Jigusō Airando)                                                                                           | PlayStation          | 13. Sep. 1996 |
| Dokidoki Shutter Chance (どきどきシャッターチャンス, Dokidoki Shattā Chansu)                                                                 | PlayStation          | 13. Okt. 1997 |
| Satelli TV (サテライTV, Saterai TV) | PlayStation          | 8. Jan. 1998  |
| Honō no Ryōrinin Cooking Fighter Yoshimi (炎の料理人クッキングファイター好, ~ Kukkingu Faitā ~)                                              | PlayStation          | 21. Mai 1998  |
| Logic Mājan Sōryu Excellent (ロジック麻雀創龍エクセレント, Logikku Mājan Sōryu Ekuserento)                                                   | PlayStation          | 1. Okt. 1998  |
| Marl Ōkoku no Ningyōhime (マール王国の人形姫, Māru ~)                                                                                        | PlayStation          | 8. Dez. 1998  |
| Logic Mājan Sōryu: Sannin Uchi (ロジック麻雀 創龍 三人打ち)                                                                                  | PlayStation          | 4. Mai 1999   |
| Marl Ōkoku no Ningyōhime + 1 (マール王国の人形姫+1)                                                                                          | PlayStation          | 22. Sep. 1999 |
| Little Princess: Marl Ōkoku no Ningyōhime 2 (リトルプリンセス マール王国の人形姫2, Ritoru Purinsesu: Māru ~)                                 | PlayStation          | 24. Nov. 1999 |
| Logic Mājan Sōryu: Yonin Uchi/Sannin Uchi (ロジック麻雀 創龍 四人打ち・三人打ち)                                                             | PlayStation          | 3. Aug. 2000  |
| Little Princess + 1: Marl Ōkoku no Ningyōhime 2 (リトルプリンセス+1 マール王国の人形姫2)                                                     | PlayStation          | 26. Okt. 2000 |
| Tenshi no Present – Marl Ōkoku Monogatari (天使のプレゼント～マール王国物語～, Tenshi no Puresento – Māru ~)                                 | PlayStation 2        | 21. Dez. 2000 |
| Marl de Jigsaw (マールDEジグソー, Māru DE Jigusō)                                                                                            | PlayStation 2        | 15. Nov. 2001 |
| Marl Ōkoku no Ningyōhime: PSoneBooks (マール王国の人形姫 PSoneBooks)                                                                         | PlayStation          | 20. Dez. 2001 |
| Little Princess: Marl Ōkoku no Ningyōhime 2: PSoneBooks (リトルプリンセス マール王国の人形姫2 PSoneBooks)                                    | PlayStation          | 20. Dez. 2001 |
| La Pucelle: Hikari no Seijo Densetsu (ラ･ピュセル 光の聖女伝説, Ra Pyuseru ~)                                                                | PlayStation 2        | 31. Jan. 2002 |
| Makai Senki Disgaea (魔界戦記ディスガイア, Makai Senki Disugaia)                                                                             | PlayStation 2        | 30. Jan. 2003 |
| Marl de Jigsaw – Nippon Ichi Software the Best (マールDEジグソー～日本一ソフトウェア the Best～)                                             | PlayStation 2        | 24. Apr. 2003 |
| Marl Jan!! (マールじゃん!!, Māru Jan!!) | PlayStation          | 24. Apr. 2003 |
| Phantom Brave (ファントム･ブレイブ, Fantomu Bureibu)                                                                                         | PlayStation 2        | 22. Jan. 2004 |
| Hayarigami: Keishi-chō Kei Jiken File (流行り神 警視庁怪異事件ファイル)                                                                      | PlayStation 2        | 5. Aug. 2004  |
| La Pucelle: Hikari no Seijo Densetsu: 2-shūme Hajimemashita. (ラ･ピュセル 光の聖女伝説 2周目はじめました。)                                  | PlayStation 2        | 21. Okt. 2004 |
| Makai Senki Disgaea: PlayStation 2 the Best (魔界戦記ディスガイア PlayStation2 the Best)                                                     | PlayStation 2        | 3. Nov. 2004  |
| Phantom Kingdom (ファントム･キングダム, Fantomu Kingudomu)                                                                                   | PlayStation 2        | 17. März 2005 |
| Eien no Aselia – Kono Daichi no Hate de (永遠のアセリア-この大地の果てで-, Eien no Aseria ~)                                                 | PlayStation 2        | 12. Mai 2005  |
| Hayarigami Revenge: Keishi-chō Kei Jiken File (流行り神Revenge 警視庁怪異事件ファイル)                                                       | PlayStation 2        | 14. Juli 2005 |
| Aoi Umi no Tristia – Nanoka Franka Hatsumei Kōbōki (蒼い海のトリスティア～ナノカ･フランカ発明工房記～, Aoi Umi Torisutia – Nanoka Furanka ~) | PlayStation 2        | 11. Aug. 2005 |
| Rasetsu – Alternative (羅刹 -Alternative-)                                                                                                   | PlayStation 2        | 13. Okt. 2005 |
| Hayarigami Portable: Keishi-chō Kei Jiken File (流行り神PORTABLE 警視庁怪異事件ファイル)                                                     | PlayStation Portable | 15. Dez. 2005 |